# الدرم (السدة)

تعديل مصدري - تعديل

الدرم هي إحدى قرى عزلة وادي حجاج بمديرية السدة التابعة لمحافظة إب، بلغ تعداد سكانها 133 نسمة حسب تعداد اليمن لعام 2004.